# زویلو
زویلو (به هلندی: Zweeloo) یک منطقهٔ مسکونی در هلند است که در کوفوردن واقع شده‌است.